# Cô gái Oni của tôi
Cô gái Oni của tôi (Nhật: 好きでも嫌いなあまのじゃく Hepburn: Suki demo Kirai na Amanojaku) là một tác phẩm anime điện ảnh năm 2024 thuộc thể loại kỳ ảo, do Shibayama Tomotaka làm đạo diễn, Studio Colorido chịu trách nhiệm sản xuất, đồng thời được phân phối bởi Twin Engine và Netflix. Phim khởi chiếu vào ngày 24 tháng 5 năm 2024 tại các rạp chiếu Nhật Bản và nền tảng Netflix trên toàn cầu.

## Diễn viên lồng tiếng
| Nhân vật          | Diễn viên        |
| ----------------- | ---------------- |
| Yatsuse Hiiragi   | Ono Kensho       |
| Tsumugi           | Tomita Miyu      |
| Takahashi Ryūji   | Asanuma Shintarō |
| Takahashi Mio     | Yamane Aya       |
| Yamashita Shimako | Shiota Tomoko    |
| Yamashita Naoya   | Shirō Saitō      |
| Yatsuse Mikio     | Miou Tanaka      |
| Yatsuse Mikuri    | Yukino Satsuki   |
| Tanimoto Yōichi   | Sasaki Shōzō     |
| Shion             | Hidaka Noriko    |
| Izuru             | Mikami Satoshi   |
| Gozen             | Kyōda Hisako     |
| Yatsuse Kaede     | Kambe Mitsuho    |

## Sản xuất
Thông tin về bộ phim lần đầu hé lộ vào tháng 4 năm 2022 với sự tham gia của đồng đạo diễn Khi muốn khóc, tôi đeo mặt nạ mèo Shibayama Tomotaka làm đạo diễn, tuy nhiên tên phim vẫn chưa được công bố. Bộ phim nằm trong thỏa thuận độc quyền ba phim giữa Colorido và Netflix, bắt đầu với Tòa nhà trôi dạt của Ishida Hiroyasu phát hành vào tháng 9 năm 2022.
Tháng 3 năm 2024, tựa đề của bộ phim cùng với dàn diễn viên lồng tiếng gồm Ono Kensho và Tomita Miyu đã được công bố. Kakihara Yuko sẽ đảm nhận vai trò biên kịch cho bộ phim, với thiết kế nhân vật do Yokota Masafumi thực hiện và Kubota Mina sáng tác nhạc phim. Bài nhạc hiệu của phim là "Uso Janai", trong khi bài hát chèn vào phim là "Blues in the Closet", cả hai đều do Zutomayo thể hiện.